# 公益坊
公益坊是位于中國上海市虹口區四川北路西侧，海宁路以北、武进路以南的石库门建筑群，建于1930年（1928年一說1928年）。曾經的門牌號叫四川北路989弄。公益坊建築群內含1幢自住宅，17幢（118个门牌号）两层砖木结构石库门住宅建筑。

## 歷史
公益坊由陈姓廣東商人投资建造。中共接管上海前這裡的居民以廣東人为主，所以大家把這裡叫作「广东弄堂」。1937年中國抗日战争爆发後，陈姓商人搬離公益坊。
1928年至1936年期间，公益坊内曾经有过「南強書局」、「水沫书店」以及「辛垦书店」。這些書店出版大量传播马克思主义的书籍。包括鲁迅、冯雪峰、陈赓、廖沫沙、冯铿、马宁、楼适夷等在內的许多中共地下组织成员和左翼作家在这里活动，因為這裡地處上海公共租界，活動相對安全。例如1932年，鲁迅曾在水沫书店二楼会见陈赓。柯柏年、许美勋、冯铿曾在南強書局参与翻译或编辑等相关工作。
2012年，公益坊在上海市第三次全国文物普查中被列为「文物保护点」。2015年8月17日，公益坊（四川北路975-987号，四川北路1297-1311号）被評為上海市第五批优秀历史建筑。
現今公益坊屬於今潮8弄的一部分。